# Inschibboleth Edizioni
Inschibboleth è una casa editrice italiana fondata nel 2012 a Roma. Con oltre 300 titoli in catalogo, si occupa prevalentemente di filosofia, critica letteraria, scienze umanistiche, storia antica e giurisprudenza.

## Origine del nome
Il termine shibbòleth indica una parola o espressione che, per la sua complessità fonologica è molto difficile da pronunciare per chi parla un'altra lingua o un altro dialetto. La parola originale ebraica שבולת‎ /ʃiˈbɔlɛt/  significa in linea di massima 'spiga' anche se può essere stato il nome di un fiume o di un torrente, a seconda delle fonti. La parola acquistò la funzione di segno di riconoscimento (parola d'ordine) in base alla narrazione biblica secondo il Libro dei Giudici, 12,5-6: dopo un combattimento, i Galaaditi volevano impedire la fuga ai loro nemici sopravvissuti, gli Efraimiti. Questi ultimi, al momento di fuggire attraverso il fiume Giordano, dovevano quindi essere fermati e individuati come tali, anche se non sempre era evidente come riconoscerli. Si decise, dunque, di usare uno stratagemma: chi veniva fermato e negava di essere un efraimita, doveva dimostrare di saper pronunciare correttamente la parola shibboleth. Siccome, nella loro parlata, gli efraimiti non erano in grado di pronunciare il suono [ʃ] (come l'iniziale dell'italiano sciarpa), il test veniva ritenuto efficace: chi sbagliava la pronuncia, dicendo qualcosa come sibbolet, veniva infatti individuato e ucciso.
In filosofia, la parola schibboleth viene usata da Jacques Derrida nella sua silloge dedicata a Paul Celan, Schibboleth-pour Paul Celan. In quest'opera, denota innanzitutto il concetto di condivisione, che simultaneamente esprime concetti quali la differenza, la separazione, la divisione e, al contempo, la partecipazione. Il prefisso "in" viene quindi usato nel nome della casa editrice per indicare la presenza in questo luogo liminare di con-divisione della comune pratica filosofica.

## Storia
Nel luglio 2007 i filosofi Elio Matassi e Carmelo Meazza fondano un omonimo giornale online, coordinando un gruppo di lavoro con oltre novanta professori universitari e ricercatori. La rivista cambia nome nel 2012, diventando Appunti sul presente, e cessa le pubblicazioni nel 2013 per la morte di Matassi.
Nel 2011 viene costituita l'omonima associazione, da cui l'anno dopo sarà edificata la cooperativa e la casa editrice.

## Pubblicazioni
Tra gli autori pubblicati, ricordiamo Alfonso Berardinelli, Eva Cantarella, Mario Capanna, René de Ceccatty, Giuseppe Di Giacomo, Massimo Donà, Andrea Di Consoli, Carmine Di Martino, Luca Doninelli, Enrique Dussel, Paolo Febbraro, Giulio Ferroni, Carlo Invernizzi, Emmanuel Lévinas, Jean-Luc Marion, Giuseppe Mascia, Elio Matassi, Massimo Onofri (di cui è in corso la ripubblicazione di tutte le opere), Costanzo Preve (a cui è dedicata una intera collana per la pubblicazione degli inediti e di opere non più disponibili), Peter Sloterdijk, Vitaliano Trevisan e Vincenzo Vitiello.
Nel suo catalogo, sono ospitate cinque riviste di filosofia, tra cui Il Pensiero, fondata 1956 da Giovanni Emanuele Barié, e che è stata acquisita dalla casa editrice nel 2013.